# Meleças
Meleças é uma localidade portuguesa da freguesia de Queluz e Belas, Município de Sintra. Segundo o censo de 2011 tinha 235 habitantes.
Segundo Adalberto Alves, no seu Dicionário de Arabismos da Língua Portuguesa, a origem do topónimo Meleças é a palavra árabe mâlîsa, «terra plana». Existe, contudo, outra versão que indica que o topónimo "Meleças" parece derivar do latim vulgar "mellitia", que designava algo relativo ao mel.
A história deste local é tão antiga quanto a nacionalidade portuguesa. Em 1158, D. Afonso Henriques doou uma herdade em Meleças ao Mosteiro de Santa Cruz de Coimbra. Com o passar dos anos, esta quinta tornou-se local de vilegiatura dos priores-mores deste mosteiro, quando se deslocavam a Lisboa.
Sabemos que, durante o século XVII, Meleças situava-se na Estrada de Sintra e Colares e possuía duas quintas. Esta aldeia não foi grandemente afetada pelo terramoto de 1755, realizando-se ali uma feira franca no 3º e 4º domingo de outubro.
Desde 1887, aquando da inauguração da Linha do Oeste, que os comboios passam por esta aldeia. Contudo, só em 2004, é que os comboios passaram a parar na estação de Mira-Sintra/Meleças, servindo esta população. Hoje, Meleças é um pólo de educação e turismo no concelho de Sintra.